# Akihiro Satō
Akihiro Satō (佐藤 晃大?, Satō Akihiro; Kanagawa, 22 ottobre 1986) è un ex calciatore giapponese, di ruolo attaccante.

## Carriera
Ha giocato nella prima divisione giapponese.

## Palmarès

### Club

#### Competizioni nazionali
- J2 League: 2

Gamba Osaka: 2013
Tokushima Vortis: 2020
- Coppa J. League: 1

Gamba Osaka: 2014
- Campionato giapponese: 1

Gamba Osaka: 2014
- Coppa dell'Imperatore: 1

Gamba Osaka: 2014